# 테이블 위의 카드
《테이블 위의 카드》(영어: Cards on the Table)는 아가사 크리스티가 창조해낸 탐정 에르퀼 푸아로가 범죄심리학적으로 가장 흥미로운 사건이었으며 ‘한 번쯤, 꼭 맡아보고 싶었던 이상적이고 완벽한 살인사건’ 이었다고 고백하는 작품이다.
1981년에 연극으로 각색되어 런던의 보드빌 극장 (Vaudeville Theatre)에서 상연되었다.

## 줄거리
화려한 파티를 자주 여는 것으로 유명한 셰이터나는 음흉하고 악랄한 성격으로도 잘 알려져 있다. 에르퀼 푸아로는 범죄를 예술의 한 분야로 생각한다는 그의 말에 흥미를 느끼고 파티에 참석한다. 그리고 그 날 저녁 벌어진 브리지 게임, 심심풀이로 시작했던 카드 게임은 소리없이 벌어진 살인을 알지 못한 채 열기를 더해 가는데… 에르퀼 푸아로, 배틀 총경, 레이스 대령, 아리아드네 올리버 등 아가사 크리스티가 창조해낸 유명한 주인공들이 트럼프 테이블 위에서 역사적 만남을 갖는다!
에르퀼 푸아로는 일찍이 1935년, 《ABC 살인사건》에서 친구 아서 헤이스팅스와 함께 서로가 생각하는 ‘최고의 범죄’를 놓고 토론을 벌인 적이 있다. 아서 헤이스팅스는 유명 인사들이 등장하는 요란한 살인 사건을 제안하지만, 에르퀼 푸아로는 네 사람이 테이블에 둘러 앉아 조용히 카드 게임을 벌이는 와중에 벌어지는, 단순하고 정적이기 짝이 없는 범죄야말로 최고의 범죄라는 의견을 내놓는다. 범죄를 범인과 자신의 지적 대결로 생각하는 그 다운 대답이었다. 그리고 1936년, 작가가 독자들의 빗발치는 호기심에 응답하듯 내놓은 이 작품 《테이블 위의 카드》에서 에르퀼 푸아로의 소망은 그대로 실현된 것이다.

## 등장인물
탐정
- 에르퀼 푸아로
- 배틀 총경
- 아리아드네 올리버
- 레이스 대령

용의자
- 로버츠 박사
- 로리머 부인
- 데스파드 소령
- 앤 메리디스

피해자
- 셰이터나